# 阿凡达获奖与提名列表
《阿凡达》是由詹姆斯·卡梅隆担纲导演及编剧的美国科幻电影，由二十世纪福斯发行，2009年上映。影片于2009年12月10日在英国伦敦首映，12月18日登陆北美，上映首日票房高达高达2700万美元，首周末于3461家影院上映，票房累计达7700万美元，位列票房榜首位。凭借27亿美元的全球票房，影片是目前全球票房成绩最高的电影，仅次于2019年的《復仇者聯盟：終局之戰》；同时也是北美票房收入最高的电影，直至2016年被《STAR WARS：原力覺醒》超越，是首部全球票房突破20亿美元的电影。在汇总媒体烂番茄，影片获得83%的新鲜度。
影片在第82届奥斯卡金像奖赢得最佳艺术指导、最佳攝影及最佳視覺效果三项大奖，获最佳影片和最佳导演等九项提名；获第67届金球奖最佳剧情片及最佳导演；获英国电影学院奖八项提名，赢得最佳艺术指导和最佳视觉效果；获视觉效果工会奖六项大奖；获第36届土星奖十项提名，其中佐伊·索尔达娜赢得最佳电影女主角。另外，影片还获美国导演工会奖、美国制片人工会奖和美国编剧工会奖的提名。
影片获得北美众多影评人协会的认可，获评论家选择电影奖九项提名，赢得最佳动作电影及其他技术类奖；获奥斯汀影评人协会和达拉斯—沃斯堡影评人协会列入年度十佳电影榜单；获凤凰城影评人协会最佳摄影、最佳剪辑、最佳艺术指导、最佳视觉效果奖，入选年度十佳电影榜单；获圣路易斯影评人协会最佳视觉效果、最具创新性影片奖；获纽约在线影评人协会最佳影片奖。
2009年12月，美国电影学会将影片列入“AFI年度重要时刻”，表彰卡梅隆推动计算机成像发展，认为影片“会对艺术形式日后的发展产生深远影响”。2010年1月，中华人民共和国湖南省张家界市政府决定将张家界国家森林公园中一座3,544英尺（1,080）高的石英砂岩山，更名为阿凡达-哈利路亚山，纪念这部电影。《时代杂志》将影片列入“10部具里程碑意义的电影”榜单及时代百大电影榜单；IGN将影片列入史上25大科幻电影榜的第22位。

## 奖项
| 典礼日期       | 大奖                     | 奖项                                                     | 获得者 | 结果 | 参考                 |
| -------------- | ------------------------ | -------------------------------------------------------- | --- | ---- | -------------------- |
| 2010年3月7日   | 奥斯卡金像奖             | 最佳影片                                                 | 詹姆斯·卡梅隆和乔恩·兰多 | 提名 | [ 8 ]                |
| 2010年3月7日   | 奥斯卡金像奖             | 最佳导演                                                 | 詹姆斯·卡梅隆 | 提名 | [ 8 ]                |
| 2010年3月7日   | 奥斯卡金像奖             | 最佳艺术指导                                             | 艺术指导：里奇·卡特和罗伯特·斯托姆伯格 布景：金·辛克莱 | 獲獎 | [ 8 ]                |
| 2010年3月7日   | 奥斯卡金像奖             | 最佳攝影                                                 | 慕洛·費奧利 | 獲獎 | [ 8 ]                |
| 2010年3月7日   | 奥斯卡金像奖             | 最佳影片剪辑                                             | 斯蒂芬·里夫金、约翰·雷福阿（John Refoua）和詹姆斯·卡梅隆 | 提名 | [ 8 ]                |
| 2010年3月7日   | 奥斯卡金像奖             | 最佳原创音乐                                             | 詹姆斯·霍纳 | 提名 | [ 8 ]                |
| 2010年3月7日   | 奥斯卡金像奖             | 最佳音效剪辑                                             | 克里斯托弗·博伊斯和格温多琳·耶茨·惠特尔 | 提名 | [ 8 ]                |
| 2010年3月7日   | 奥斯卡金像奖             | 最佳音响效果                                             | 克里斯托弗·博伊斯、加里·萨默斯、安迪·尼尔森和托尼·约翰逊 | 提名 | [ 8 ]                |
| 2010年3月7日   | 奥斯卡金像奖             | 最佳視覺效果                                             | 乔·莱特里、斯蒂芬·罗森鲍姆、理查德·贝纳姆和安德鲁·R·琼斯 | 獲獎 | [ 8 ]                |
| 2010年2月27日  | 美国电影摄影师协会       | 院线影片最佳摄影                                         | 毛罗·菲奥雷 | 提名 | [ 22 ]               |
| 2010年2月13日  | 艺术指导工会奖           | 最佳艺术指导                                             | 里奇·卡特和罗伯特·斯托姆伯格 | 獲獎 | [ 23 ]               |
| 2009年12月15日 | 奥斯汀影评人协会         | 十佳电影                                                 | 詹姆斯·卡梅隆和乔恩·兰多 | 獲獎 | [ 24 ]               |
| 2010年2月21日  | 英国电影学院奖           | 最佳影片                                                 | 詹姆斯·卡梅隆和乔恩·兰多 | 提名 | [ 25 ]               |
| 2010年2月21日  | 英国电影学院奖           | 最佳导演                                                 | 詹姆斯·卡梅隆 | 提名 | [ 25 ]               |
| 2010年2月21日  | 英国电影学院奖           | 最佳配乐                                                 | 詹姆斯·霍纳 | 提名 | [ 25 ]               |
| 2010年2月21日  | 英国电影学院奖           | 最佳摄影                                                 | 毛罗·菲奥雷 | 提名 | [ 25 ]               |
| 2010年2月21日  | 英国电影学院奖           | 最佳剪辑                                                 | 斯蒂芬·里夫金、约翰·雷福阿和詹姆斯·卡梅隆 | 提名 | [ 25 ]               |
| 2010年2月21日  | 英国电影学院奖           | 最佳艺术设计                                             | 奇·卡特、罗伯特·斯托姆伯格和金·辛克莱 | 獲獎 | [ 25 ]               |
| 2010年2月21日  | 英国电影学院奖           | 最佳音效                                                 | 克里斯托弗·博伊斯、加里·萨默斯、安迪·尼尔森、托尼·约翰逊和艾迪生·蒂格 | 提名 | [ 25 ]               |
| 2010年2月21日  | 英国电影学院奖           | 最佳视觉效果                                             | 乔·莱特里、斯蒂芬·罗森鲍姆、理查德·贝纳姆和安德鲁·R·琼斯 | 獲獎 | [ 25 ]               |
| 2010年2月12日  | 黑人电影奖               | 最佳女配角                                               | 佐伊·索尔达娜 | 提名 | [ 26 ]               |
| 2010年6月8日   | 巴西电影学院奖           | 最佳外语片                                               | 《阿凡达》 | 獲獎 | [ 27 ] [ 28 ]        |
| 2010年1月15日  | 廣播影評人協會           | 最佳动作片                                               | 詹姆斯·卡梅隆和乔恩·兰多 | 獲獎 | [ 11 ]               |
| 2010年1月15日  | 廣播影評人協會           | 最佳艺术指导                                             | 里奇·卡特和罗伯特·斯托姆伯格 | 獲獎 | [ 11 ]               |
| 2010年1月15日  | 廣播影評人協會           | 最佳摄影                                                 | 毛罗·菲奥雷 | 獲獎 | [ 11 ]               |
| 2010年1月15日  | 廣播影評人協會           | 最佳导演                                                 | 詹姆斯·卡梅隆 | 提名 | [ 11 ]               |
| 2010年1月15日  | 廣播影評人協會           | 最佳剪辑                                                 | 斯蒂芬·里夫金、约翰·雷福阿和詹姆斯·卡梅隆 | 獲獎 | [ 11 ]               |
| 2010年1月15日  | 廣播影評人協會           | 最佳影片                                                 | 詹姆斯·卡梅隆和乔恩·兰多 | 提名 | [ 11 ]               |
| 2010年1月15日  | 廣播影評人協會           | 最佳化妆                                                 | 《阿凡达》 | 提名 | [ 11 ]               |
| 2010年1月15日  | 廣播影評人協會           | 最佳音效                                                 | 克里斯托弗·博伊斯、加里·萨默斯、安迪·尼尔森、托尼·约翰逊和艾迪生·蒂格 | 獲獎 | [ 11 ]               |
| 2010年1月15日  | 廣播影評人協會           | 最佳视觉效果                                             | 乔·莱特里、斯蒂芬·罗森鲍姆、理查德·贝纳姆和安德鲁·R·琼斯 | 獲獎 | [ 11 ]               |
| 2010年2月27日  | 凯撒电影奖               | 最佳外语片                                               | 詹姆斯·卡梅隆和乔恩·兰多 | 提名 | [ 29 ]               |
| 2009年12月21日 | 芝加哥影评人协会         | 最佳摄影                                                 | 毛罗·菲奥雷 | 提名 | [ 30 ]               |
| 2009年12月21日 | 芝加哥影评人协会         | 最佳原创配乐                                             | 詹姆斯·霍纳 | 提名 | [ 30 ]               |
| 2010年2月27日  | 电影音响工会奖           | 最佳混音奖                                               | 托尼·约翰逊、克里斯·博伊斯、加里·萨默斯和安迪·尼尔森 | 提名 | [ 31 ]               |
| 2010年2月25日  | 服装设计师工会奖         | 奇幻服装设计优秀奖                                       | 梅斯·鲁比奥（Mayes Rubeo）和黛博拉·林恩·斯科特（Deborah Lynn Scott） | 提名 | [ 32 ]               |
| 2009年12月16日 | 达拉斯—沃斯堡影评人协会  | 十佳电影                                                 | 詹姆斯·卡梅隆和乔恩·兰多 | 獲獎 | [ 33 ]               |
| 2010年1月30日  | 美国导演工会奖           | 最佳长片导演                                             | 詹姆斯·卡梅隆 | 提名 | [ 34 ]               |
| 2010年2月14日  | 埃迪奖                   | 最佳剧情片剪辑                                           | 詹姆斯·卡梅隆、约翰·雷福阿和斯蒂芬·里夫金 | 提名 | [ 35 ]               |
| 2010年3月28日  | 帝國獎                   | 最佳影片                                                 | 詹姆斯·卡梅隆和乔恩·兰多 | 獲獎 | [ 36 ]               |
| 2010年3月28日  | 帝國獎                   | 最佳科幻/奇幻片                                          | 詹姆斯·卡梅隆和乔恩·兰多 | 提名 | [ 36 ]               |
| 2010年3月28日  | 帝國獎                   | 最佳男主角                                               | 萨姆·沃辛頓 | 提名 | [ 36 ]               |
| 2010年3月28日  | 帝國獎                   | 最佳女主角                                               | 佐伊·索尔达娜 | 獲獎 | [ 36 ]               |
| 2010年3月28日  | 帝國獎                   | 最佳导演                                                 | 詹姆斯·卡梅隆 | 獲獎 | [ 36 ]               |
| 2010年10月17日 | 环境媒体奖               | 最佳影片                                                 | 《阿凡达》 | 獲獎 | [ 37 ]               |
| 2009年12月21日 | 佛罗里达影评人协会       | 最佳摄影                                                 | 毛罗·菲奥雷 | 獲獎 | [ 38 ]               |
| 2011年1月21日  | 俄罗斯金鹰奖             | 最佳外语片                                               | 《阿凡达》 | 獲獎 | [ 39 ]               |
| 2010年1月17日  | 金球獎                   | 最佳導演                                                 | 詹姆斯·卡梅隆 | 獲獎 | [ 9 ]                |
| 2010年1月17日  | 金球獎                   | 最佳戲劇類影片                                           | 詹姆斯·卡梅隆和乔恩·兰多 | 獲獎 | [ 9 ]                |
| 2010年1月17日  | 金球獎                   | 最佳原创配乐                                             | 詹姆斯·霍纳 | 提名 | [ 9 ]                |
| 2010年1月17日  | 金球獎                   | 最佳原創歌曲                                             | 詹姆斯·霍纳、西蒙·弗兰格伦（Simon Franglen）和库克·哈雷尔：《我看见你》 | 提名 | [ 9 ]                |
| 2010年2月20日  | 金卷轴奖                 | 最佳电影配乐剪辑                                         | 吉姆·亨里克森（Jim Henrikson）、迪克·伯恩斯坦（Dick Bernstein）和迈克尔·鲍尔（Michael Bauer） | 獲獎 | [ 40 ]               |
| 2010年2月20日  | 金卷轴奖                 | 最佳电影对白剪辑                                         | 格温多琳·耶茨·惠特尔、金·福斯卡托（Kim Foscato）、谢丽尔·纳尔迪（Cheryl Nardi）、马歇尔·温（Marshall Winn）、佩特拉·巴赫（Petra Bach）、理查德·海姆斯（Richard Hymns）、斯图尔特·麦考万（Stuart McCowan）和史蒂夫·斯兰尼克（Steve Slanec）                          | 提名 | [ 40 ]               |
| 2010年2月20日  | 金卷轴奖                 | 最佳音效和拟声剪辑                                       | 艾迪生·蒂格、克里斯·博伊斯、卢克·邓恩·格拉姆达（Luke Dunn Glelmuda）、吉姆·利科夫斯基（Jim Likowski）、肯·菲舍尔（Ken Fischer）、香侬·米尔斯（Shannon Mills）、蒂姆·尼尔森（Tim Nielsen）、克里斯·斯卡博索西奥、丹妮·索普（Dennie Thorpe）和贾娜·万斯（Jana Vance） | 獲獎 | [ 40 ]               |
| 2011年2月13日  | 葛萊美獎                 | 最佳影片、电视或其他视觉媒体配乐原声带专辑               | 詹姆斯·霍纳 | 提名 | [ 41 ]               |
| 2011年2月13日  | 葛萊美獎                 | 最佳影片、电视或其他视觉媒体歌曲作词                     | 利昂娜·刘易斯《我看见你》 | 提名 | [ 41 ]               |
| 2010年11月10日 | 好莱坞邮政联盟奖         | 最佳长片合成                                             | 埃里克·温奎斯特、罗宾·霍兰德（Robin Hollander）、埃里希·埃德（Erich Eder）和朱塞佩·塔格利亚维尼（Giuseppe Tagliavini） - 维塔数码 | 獲獎 | [ 42 ]               |
| 2009年12月19日 | 休斯顿影评人协会         | 最佳影片                                                 | 詹姆斯·卡梅隆和乔恩·兰多 | 提名 | [ 43 ]               |
| 2009年12月19日 | 休斯顿影评人协会         | 最佳电影导演                                             | 詹姆斯·卡梅隆 | 提名 | [ 43 ]               |
| 2009年12月19日 | 休斯顿影评人协会         | 最佳摄影                                                 | 毛罗·菲奥雷和文斯·佩斯（Vince Pace） | 提名 | [ 43 ]               |
| 2009年12月19日 | 休斯顿影评人协会         | 最佳配乐                                                 | 詹姆斯·霍纳 | 提名 | [ 43 ]               |
| 2010年9月2日   | 雨果奖                   | 最佳长片戏剧表演                                         | 詹姆斯·卡梅隆 | 提名 | [ 44 ]               |
| 2010年2月26日  | 国际电影音乐评论人协会奖 | 年度电影配乐                                             | 詹姆斯·霍纳 | 提名 | [ 45 ]               |
| 2010年2月26日  | 国际电影音乐评论人协会奖 | 年度最佳电影作曲                                         | 詹姆斯·霍纳 | 提名 | [ 45 ]               |
| 2010年2月26日  | 国际电影音乐评论人协会奖 | 年度最佳奇幻/科幻片配乐                                  | 詹姆斯·霍纳 | 提名 | [ 45 ]               |
| 2010年2月26日  | 国际电影音乐评论人协会奖 | 年度最佳战争题材音乐作曲                                 | 詹姆斯·霍纳 | 提名 | [ 45 ]               |
| 2010年2月20日  | 爱尔兰影视大奖           | 最佳国际电影                                             | 詹姆斯·卡梅隆和乔恩·兰多 | 提名 | [ 46 ]               |
| 2010年6月19日  | 意大利国家电影记者联合会 | 最佳3D电影导演                                           | 詹姆斯·卡梅隆 | 獲獎 | [ 47 ]               |
| 2011年2月18日  | 日本電影學院獎           | 最佳外语片                                               | 詹姆斯·卡梅隆和乔恩·兰多 | 獲獎 |                      |
| 2009年12月17日 | 拉斯维加斯影评人协会     | 塞拉奖（最佳艺术指导）                                   | 里克·卡特和罗伯特·斯托姆伯格 | 獲獎 | [ 48 ]               |
| 2010年2月18日  | 伦敦影评人协会           | 年度导演                                                 | 詹姆斯·卡梅隆 | 提名 | [ 49 ]               |
| 2010年2月18日  | 伦敦影评人协会           | 年度影片                                                 | 詹姆斯·卡梅隆和乔恩·兰多 | 提名 | [ 49 ]               |
| 2010年2月23日  | 卢米埃尔奖               | 最佳实景3D电影                                           | 詹姆斯·卡梅隆和乔恩·兰多 | 獲獎 | [ 50 ]               |
| 2010年2月23日  | 卢米埃尔奖               | 最佳3D角色                                               | 妮特丽 | 獲獎 | [ 50 ]               |
| 2010年2月23日  | 卢米埃尔奖               | 最佳3D场景                                               | 杰克·苏利首飞 | 獲獎 | [ 50 ]               |
| 2010年2月23日  | 卢米埃尔奖               | 最佳3D立体/实景拍摄                                      | 《阿凡达》 | 獲獎 | [ 50 ]               |
| 2010年2月23日  | 卢米埃尔奖               | 最佳3D视觉效果                                           | 《阿凡达》 | 獲獎 | [ 50 ]               |
| 2010年2月23日  | 卢米埃尔奖               | 最佳3D内容/实景表演营销                                  | 二十世纪福斯 | 獲獎 | [ 50 ]               |
| 2010年6月6日   | MTV影視大獎              | 最佳電影                                                 | 《阿凡达》 | 提名 | [ 51 ]               |
| 2010年6月6日   | MTV影視大獎              | 最佳女演员                                               | 佐伊·索尔达娜 | 提名 | [ 51 ]               |
| 2010年6月6日   | MTV影視大獎              | 最佳反派                                                 | 斯蒂芬·朗 | 提名 | [ 51 ]               |
| 2010年6月6日   | MTV影視大獎              | 最佳打戏                                                 | 萨姆·沃辛顿 vs. 斯蒂芬·朗 | 提名 | [ 51 ]               |
| 2010年6月6日   | MTV影視大獎              | 最佳接吻                                                 | 佐伊·索尔达娜和萨姆·沃辛顿 | 提名 | [ 51 ]               |
| 2010年2月26日  | 有色人种进步协会形象奖   | 最佳电影女配角                                           | 佐伊·索尔达娜 | 提名 | [ 52 ]               |
| 2010年5月26日  | 国家电影奖               | 最佳奇幻片                                               | 《阿凡达》 | 提名 |                      |
| 2010年1月3日   | 國家影評人協會           | 最佳艺术指导                                             | 里奇·卡特和罗伯特·斯托姆伯格 | 提名 | [ 54 ]               |
| 2009年12月13日 | 纽约在线影评人协会       | 最佳影片                                                 | 詹姆斯·卡梅隆和乔恩·兰多 | 獲獎 | [ 55 ]               |
| 2009年12月13日 | 纽约在线影评人协会       | 11强电影                                                 | 詹姆斯·卡梅隆和乔恩·兰多 | 獲獎 | [ 55 ]               |
| 2010年3月27日  | 尼克频道儿童选择奖       | 最佳CP                                                   | 妮特丽和杰克（佐伊·索尔达娜和萨姆·沃辛顿） | 提名 | [ 56 ]               |
| 2010年3月27日  | 尼克频道儿童选择奖       | 最受欢迎电影女主角                                       | 佐伊·索尔达娜 | 提名 | [ 56 ]               |
| 2009年12月22日 | 俄克拉荷马州电影评论人圈 | 十强电影                                                 | 詹姆斯·卡梅隆和乔恩·兰多 | 獲獎 | [ 57 ]               |
| 2010年1月5日   | 在线影评人协会           | 最佳摄影                                                 | 毛罗·菲奥雷 | 提名 | [ 58 ]               |
| 2010年1月5日   | 在线影评人协会           | 最佳导演                                                 | 詹姆斯·卡梅隆 | 提名 | [ 58 ]               |
| 2010年1月6日   | 人民选择奖               | 最受欢迎3D实景电影                                       | 《阿凡达》 | 獲獎 | [ 50 ]               |
| 2010年1月6日   | 人民选择奖               | 最受欢迎3D动画电影                                       | 《阿凡达》 | 獲獎 | [ 50 ]               |
| 2009年12月22日 | 凤凰城影评人协会         | 最佳摄影                                                 | 毛罗·菲奥雷 | 獲獎 | [ 59 ]               |
| 2009年12月22日 | 凤凰城影评人协会         | 最佳电影剪辑                                             | 詹姆斯·卡梅隆、约翰·雷福阿、金·辛克莱 | 獲獎 | [ 59 ]               |
| 2009年12月22日 | 凤凰城影评人协会         | 最佳艺术指导                                             | 里克·卡特和罗伯特·斯托姆伯格 | 獲獎 | [ 59 ]               |
| 2009年12月22日 | 凤凰城影评人协会         | 最佳视觉效果                                             | 乔·莱特里、斯蒂芬·罗森鲍姆、理查德·贝纳姆和安迪·琼斯 | 獲獎 | [ 59 ]               |
| 2010年7月15日  | 拉丁青年奖               | 最抢镜女演员                                             | 佐伊·索尔达娜 （也包括《星际迷航》） | 獲獎 |                      |
| 2010年7月15日  | 拉丁青年奖               | 最受父亲欢迎奖                                           | 《阿凡达》 | 獲獎 |                      |
| 2010年1月24日  | 美国制片人工会奖         | 年度院线片制片人                                         | 詹姆斯·卡梅隆和乔恩·兰多 | 提名 | [ 60 ]               |
| 2010年1月20日  | 善待动物组织Proggy奖     | 最佳电影                                                 | 詹姆斯·卡梅隆 | 獲獎 | [ 61 ]               |
| 2009年12月15日 | 聖地牙哥影評人協會       | 最佳导演                                                 | 詹姆斯·卡梅隆 | 提名 | [ 62 ]               |
| 2009年12月15日 | 聖地牙哥影評人協會       | 最佳艺术指导                                             | 里克·卡特和罗伯特·斯托姆伯格 | 提名 | [ 62 ]               |
| 2010年2月6日   | 圣巴巴拉国际电影节       | 幸运品牌现代大师奖                                       | 詹姆斯·卡梅隆 | 獲獎 | [ 63 ]               |
| 2010年6月24日  | 土星獎                   | 远景奖                                                   | 詹姆斯·卡梅隆 | 獲獎 | [ 10 ] [ 64 ] [ 65 ] |
| 2010年6月24日  | 土星獎                   | 最佳科幻電影                                             | 詹姆斯·卡梅隆和乔恩·兰多 | 獲獎 | [ 10 ] [ 64 ] [ 65 ] |
| 2010年6月24日  | 土星獎                   | 最佳電影男主角                                           | 萨姆·沃辛顿 | 獲獎 | [ 10 ] [ 64 ] [ 65 ] |
| 2010年6月24日  | 土星獎                   | 最佳電影女主角                                           | 佐伊·索尔达娜 | 獲獎 | [ 10 ] [ 64 ] [ 65 ] |
| 2010年6月24日  | 土星獎                   | 最佳電影男配角                                           | 斯蒂芬·朗 | 獲獎 | [ 10 ] [ 64 ] [ 65 ] |
| 2010年6月24日  | 土星獎                   | 最佳電影女配角                                           | 雪歌妮·薇佛 | 獲獎 | [ 10 ] [ 64 ] [ 65 ] |
| 2010年6月24日  | 土星獎                   | 最佳导演                                                 | 詹姆斯·卡梅隆 | 獲獎 | [ 10 ] [ 64 ] [ 65 ] |
| 2010年6月24日  | 土星獎                   | 最佳编剧                                                 | 詹姆斯·卡梅隆 | 獲獎 | [ 10 ] [ 64 ] [ 65 ] |
| 2010年6月24日  | 土星獎                   | 最佳配乐                                                 | 詹姆斯·霍纳 | 獲獎 | [ 10 ] [ 64 ] [ 65 ] |
| 2010年6月24日  | 土星獎                   | 最佳艺术指导                                             | 里奇·卡特和罗伯特·斯托姆伯格 | 獲獎 | [ 10 ] [ 64 ] [ 65 ] |
| 2010年6月24日  | 土星獎                   | 最佳特别效果                                             | 乔·莱特里、斯蒂芬·罗森鲍姆、理查德·贝纳姆和安德鲁·琼斯 | 獲獎 | [ 10 ] [ 64 ] [ 65 ] |
| 2010年10月16日 | 尖叫奖                   | 最佳导演                                                 | 詹姆斯·卡梅隆 | 獲獎 | [ 66 ]               |
| 2010年10月16日 | 尖叫奖                   | 最佳奇幻片                                               | 《阿凡达》 | 獲獎 | [ 66 ]               |
| 2010年10月16日 | 尖叫奖                   | 终极尖叫奖                                               | 《阿凡达》 | 提名 | [ 66 ]               |
| 2010年10月16日 | 尖叫奖                   | 最佳科幻片                                               | 《阿凡达》 | 提名 | [ 66 ]               |
| 2010年10月16日 | 尖叫奖                   | 最佳科幻片女主角                                         | 佐伊·索尔达娜 | 提名 | [ 66 ]               |
| 2010年10月16日 | 尖叫奖                   | 最佳反派                                                 | 斯蒂芬·朗 | 提名 | [ 66 ]               |
| 2010年10月16日 | 尖叫奖                   | 最佳女配角                                               | 西格妮·韦弗 | 提名 | [ 66 ]               |
| 2010年10月16日 | 尖叫奖                   | 年度最佳打戏                                             | “最终打戏：纳里大战军方” | 提名 | [ 66 ]               |
| 2010年10月16日 | 尖叫奖                   | 三强3D影片                                               | 《阿凡达》 | 獲獎 | [ 66 ]               |
| 2009年12月21日 | 圣路易斯影评人协会       | 最佳视觉/特殊效果                                        | 乔·莱特里、斯蒂芬·罗森鲍姆、理查德·贝纳姆和安德鲁·琼斯 | 獲獎 | [ 67 ]               |
| 2009年12月21日 | 圣路易斯影评人协会       | 最具创新性影片奖                                         | 詹姆斯·卡梅隆和乔恩·兰多 | 獲獎 | [ 67 ]               |
| 2010年8月8日   | 青少年选择奖             | 最佳科幻片                                               | 《阿凡达》 | 獲獎 | [ 68 ]               |
| 2010年8月8日   | 青少年选择奖             | 科幻片女演员                                             | 佐伊·索尔达娜 | 獲獎 | [ 68 ]               |
| 2010年8月8日   | 青少年选择奖             | 科幻片男演员                                             | 萨姆·沃辛顿 | 獲獎 | [ 68 ]               |
| 2010年8月8日   | 青少年选择奖             | 最佳反派                                                 | 斯蒂芬·朗 | 提名 | [ 68 ]               |
| 2010年8月8日   | 青少年选择奖             | 最佳电影打戏                                             | 萨姆·沃辛顿 vs. 斯蒂芬·朗 | 提名 | [ 68 ]               |
| 2010年8月8日   | 青少年选择奖             | 最佳怒火戲                                               | 乔瓦尼·瑞比西 | 提名 | [ 68 ]               |
| 2010年2月28日  | 视觉效果工会奖           | 终身成就奖                                               | 詹姆斯·卡梅隆 | 獲獎 | [ 69 ] [ 70 ]        |
| 2010年2月28日  | 视觉效果工会奖           | 最佳特效片视觉效果                                       | 理查德·贝纳姆、乔伊斯·考克斯（Joyce Cox）、乔·莱特里和艾琳·莫兰（Eileen Moran） | 獲獎 | [ 69 ] [ 70 ]        |
| 2010年2月28日  | 视觉效果工会奖           | 年度最佳单段视觉效果（夸里奇逃跑）                       | 吉尔·布鲁克斯（Jill Brooks）、约翰·诺尔（John Knoll）、弗兰克·洛萨索·佩特森（Frank Losasso Petterson）和托里·默瑟（Tory Mercer） | 提名 | [ 69 ] [ 70 ]        |
| 2010年2月28日  | 视觉效果工会奖           | 年度最佳单段视觉效果（妮特丽喝水）                       | 塞尔文·海德斯（Thelvin Heads）、乔伊斯·考克斯、乔·莱特里和艾琳·莫兰 | 獲獎 | [ 69 ] [ 70 ]        |
| 2010年2月28日  | 视觉效果工会奖           | 最佳实景电影动画角色（妮特丽）                           | 安德鲁·琼斯、乔·莱特里、佐伊·索尔达娜和杰夫·菲斯特（Jeff Unay） | 獲獎 | [ 69 ] [ 70 ]        |
| 2010年2月28日  | 视觉效果工会奖           | 最佳电影接景（潘多拉星）                                 | 让·卢克·阿齐斯（Jean-Luc Azzis）、彼得·鲍斯塔德德（Peter Baustaedter）、布伦顿·科特曼（Brenton Cottman）和伊冯·明德（Yvonne Muinde） | 獲獎 | [ 69 ] [ 70 ]        |
| 2010年2月28日  | 视觉效果工会奖           | 最佳电影模型和缩影（运输机、家园树、悬浮山脉、机器装甲） | 西蒙·张（Simon Cheung）、保罗·詹尼斯（Paul Jenness）、约翰·史蒂文森·加尔文（John Stevenson-Galvin）和雷纳·佐特尔（Rainer Zoettl） | 獲獎 | [ 69 ] [ 70 ]        |
| 2010年2月28日  | 视觉效果工会奖           | 最佳电影环境创造（悬浮山脉）                             | 丹·莱蒙（Dan Lemmon）、基思·米勒（Keith F.Miller）、杰西卡·考利（Jessica Cowley）和卡梅伦·史密斯（Cameron Smith） | 提名 | [ 69 ] [ 70 ]        |
| 2010年2月28日  | 视觉效果工会奖           | 最佳电影环境创造（丛林 / Biolume）                       | 沙迪·阿尔马西扎德（Shadi almassizadeh）、丹·考克斯（Dan Cox）、乌拉·拉德迈耶（Ula Rademeyer）和埃里克·塞恩登（Eric Saindon） | 獲獎 | [ 69 ] [ 70 ]        |
| 2010年2月28日  | 视觉效果工会奖           | 最佳电影环境创造（杨柳林间空地）                         | 塞尔文·海德斯（Thelvin Cabezas）、姜美雅（Miae Kang）、丹尼尔·马卡林（Daniel Macarin）和盖·威廉姆斯（Guy Williams） | 提名 | [ 69 ] [ 70 ]        |
| 2010年2月28日  | 视觉效果工会奖           | 最佳电影合成                                             | 埃里希·埃德、罗宾·霍兰德、朱塞佩·塔格利亚维尼和埃里克·温奎斯特 | 提名 | [ 69 ] [ 70 ]        |
| 2010年2月28日  | 视觉效果工会奖           | 最佳电影合成（片尾打斗）                                 | 杰伊·库珀（Jay Cooper）、贝斯·达玛托（Beth D'Amato）、埃迪·帕斯夸罗（Eddie Pasquarello）和托德·瓦兹里（Todd Vaziri） | 提名 | [ 69 ] [ 70 ]        |
| 2010年10月23日 | 世界电影原声学会         | 最佳原创歌曲                                             | 利昂娜·刘易斯《我看见你》 | 提名 | [ 71 ]               |
| 2010年10月23日 | 世界电影原声学会         | 最佳原创配乐                                             | 詹姆斯·霍纳 | 提名 | [ 71 ]               |
| 2010年2月20日  | 美国编剧工会奖           | 最佳原创剧本                                             | 詹姆斯·卡梅隆 | 提名 | [ 72 ]               |